# Roman von Leibnitz
Roman von Leibnitz († 17. August 1179) war als Roman II. Bischof von Gurk von 1174 bis 1179.

## Leben
Roman von Leibnitz war ein Verwandter des früheren Gurker Bischofs Roman I. und entstammte einem Salzburger Ministerialengeschlecht. Seit 1149 war er Dompropst in Gurk und wurde mit wichtigen diplomatischen Missionen betraut. So reiste er zu Papst Alexander III. nach Frankreich, um das Pallium für den neu erwählten Salzburger Erzbischof Konrad II. zu überbringen.
Am 3. Oktober 1174 wurde er von Klerus und Volk zum Gurker Bischof gewählt. Obwohl er nicht vom Salzburger Erzbischof erwählt wurde, erhielt er 1176 dennoch die Bestätigung durch Papst Alexander III. und wurde auch mit dem Amt des Generalvikars von Salzburg betraut. 1174 wurde Roman vom Patriarchen von Aquileja geweiht.
Unter der Regierung Romans II. kam es in Venedig am 24. Juli 1177 zum Friedensschluss zwischen Papst und Kaiser, womit das lang dauernde Schisma beendet wurde. Zu diesem feierlichen Akt im Markusdom war auch Bischof Roman anwesend. Der Friedensschluss stellte den alten Rechtszustand zwischen Gurk und Salzburg wieder her, womit der Gurker Bischof seine Regalien nicht mehr vom Kaiser, sondern vom Erzbischof erhalten sollte und demnach keine reichsunmittelbare Stellung mehr innehatte, sondern wieder in ein Lehensverhältnis mit Salzburg kam.
Im Jahr 1178 reiste Erzbischof Konrad von Salzburg erneut zum Kaiser nach Italien, um sich am 14. Juni die Konzessionsurkunde des Papstes als auch von König Heinrich IV. aus dem Jahre 1072 bestätigen zu lassen und ließ sich damit erneut die Unterwerfung Gurks unter Salzburg aussprechen.
Nach dieser weiteren Enttäuschung unternahm der Bischof eine Pilgerfahrt ins Heilige Land. Auf der Hinfahrt verstarb er am 17. August 1179. Sein Leichnam wurde wahrscheinlich nach Gurk zurückgebracht und im Dom bestattet. Bei Grabungsarbeiten im Jahr 1952 kamen Bruchstücke eines Grabsteins zum Vorschein, der möglicherweise zur Grabstätte Bischof Romans gehörte.